# オシアナ海軍航空基地
オシアナ海軍航空基地（オシアナかいぐんこうくうきち、英語: Naval Air Station Oceana）は、アメリカ合衆国バージニア州のバージニアビーチに位置するアメリカ海軍の基地である。大西洋艦隊海軍航空軍のF/A-18E/F飛行隊を有する大西洋艦隊戦闘攻撃航空団や、第1、第3、第7、第8の4個空母航空団が所在している。

## 所在部隊
オシアナ海軍航空基地には、以下の部隊が所在している。
大西洋艦隊戦闘攻撃航空団司令官(COMSTRKFIGHTWINGLANT)隷下
- 大西洋艦隊戦闘攻撃航空団
  - 第11戦闘攻撃飛行隊（英語版） - F/A-18F
  - 第31戦闘攻撃飛行隊 - F/A-18E
  - 第32戦闘攻撃飛行隊（英語版） - F/A-18F
  - 第34戦闘攻撃飛行隊（英語版） - F/A-18E
  - 第37戦闘攻撃飛行隊（英語版） - F/A-18E
  - 第81戦闘攻撃飛行隊（英語版） - F/A-18E
  - 第83戦闘攻撃飛行隊（英語版） - F/A-18E
  - 第87戦闘攻撃飛行隊（英語版） - F/A-18E
  - 第103戦闘攻撃飛行隊 - F/A-18F
  - 第105戦闘攻撃飛行隊（英語版） - F/A-18E
  - 第106戦闘攻撃飛行隊（英語版） - F/A-18E/F
  - 第131戦闘攻撃飛行隊（英語版） - F/A-18E
  - 第143戦闘攻撃飛行隊（英語版） - F/A-18E
  - 第211戦闘攻撃飛行隊（英語版） - F/A-18E
  - 第213戦闘攻撃飛行隊（英語版） - F/A-18F
  - 第1空母航空団
  - 第3空母航空団（英語版）
  - 第7空母航空団（英語版）
  - 第8空母航空団（英語版）
  - 大西洋戦闘機兵器学校（英語版）

艦隊即応センター司令官(COMFRC)隷下
- 中部大西洋艦隊即応センター（英語版）

海軍予備役航空隊司令官(CNAFR)隷下
- 戦術支援航空団（英語版）
  - 第12混成戦闘飛行隊（英語版） - F/A-18E/F[4]
- 艦隊兵站支援航空団（英語版）
  - 第56艦隊兵站支援飛行隊 - C-40A